# ストリートファッション

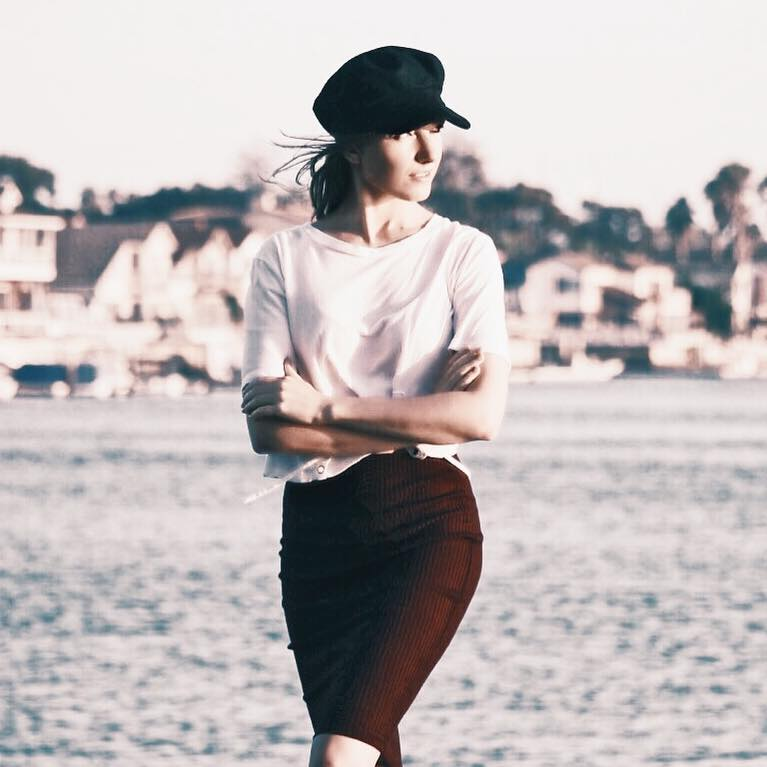
現在のストリートスタイルのファッションを反映したモダンな外観のモデル、カリフォルニア州ロサンゼルス、2019年。

ストリートファッション（英語: street fashion）は、街（ストリート）を行く人のファッションの総称で、特に新しい流行を生み出す若者のファッションのことを指す。

## 概要
ファッションデザイナーやアパレル企業がつくり出すファッションではなく、それぞれの時代・社会や文化を背景に、街に集まる若者たちに実際に支持され、発信されるファッションのこと。 時代の音楽やサブカルチャーの動向などと関連が深い。1990年代以降、特にその影響力が強まり、こうしたファッションをデザイナーがコレクションのテーマに取り上げることもしばしばみられる。
モッズやヒッピー、パンク、日本の渋カジなどが代表的。ストリート・スタイル、ストリート・カジュアルなどともいう。
ファッションデザイナーや企業主導ではなく、ストリートに屯（たむろ）する若者たちのなかから自然発生的に生まれたファッションのこと。
スタジオからではなく、草の根のストリートウェアから生まれたと考えられるファッション。ストリートファッションは一般的に若者文化に関連しており、主要な都市部で最も頻繁に見られる
。
ニューヨーク・タイムズやELLEのような雑誌や新聞は、一般的に都会的でスタイリッシュな服を着ている個人の率直な写真を特集している。 
日本のストリートファッションは、常に複数の非常に多様なファッションの動きを同時に維持している。主流のファッションはしばしばストリートファッションのトレンドを影響力として流用している。今日、ストリートファッションはますます人気が高まっています。ほとんどの主要なユースサブカルチャーには、関連するストリートファッションがある。

## ストリートスタイルの開発

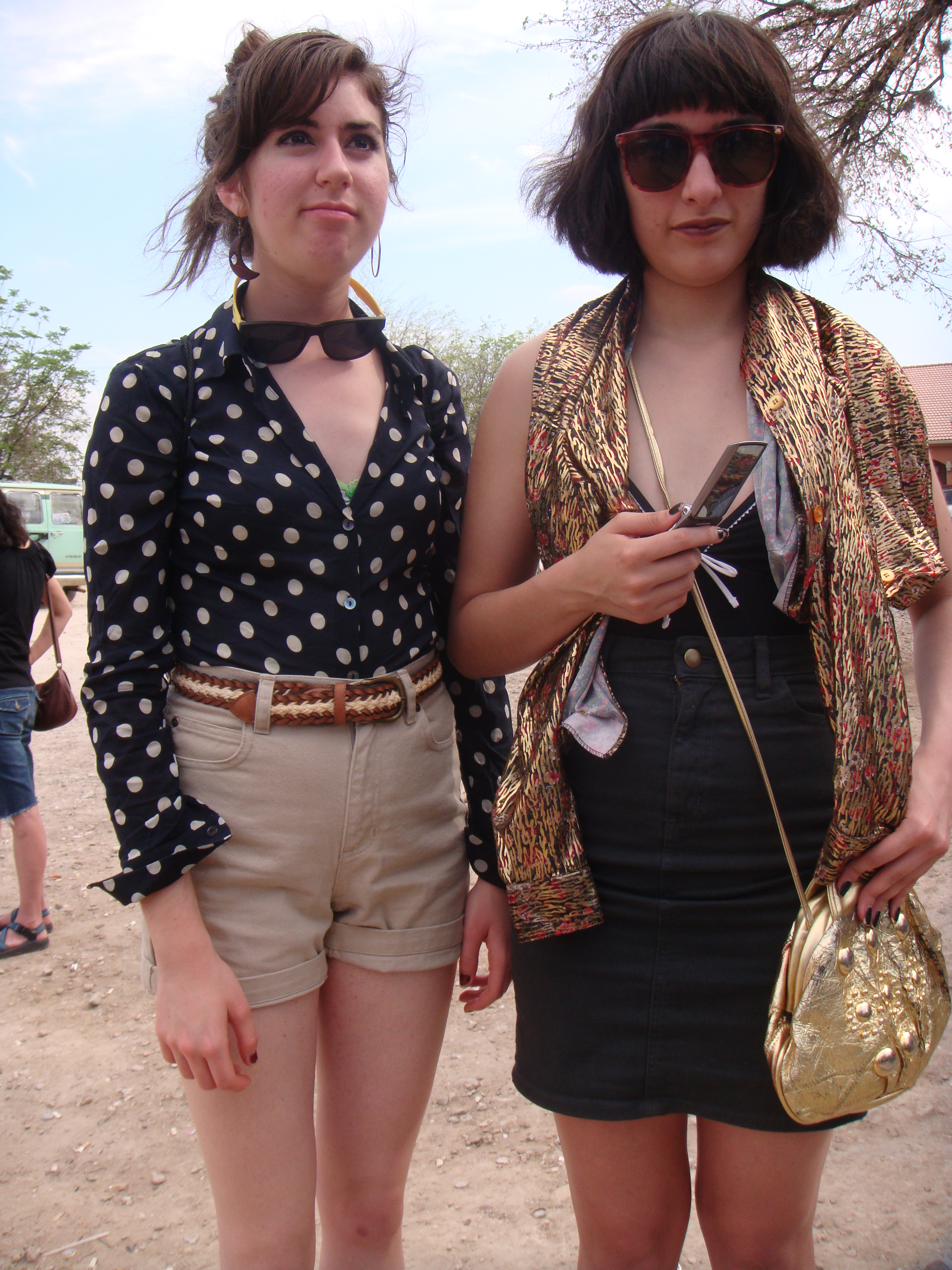
流行に敏感な女の子

## スポーツ慣行がストリートスタイルに与える影響

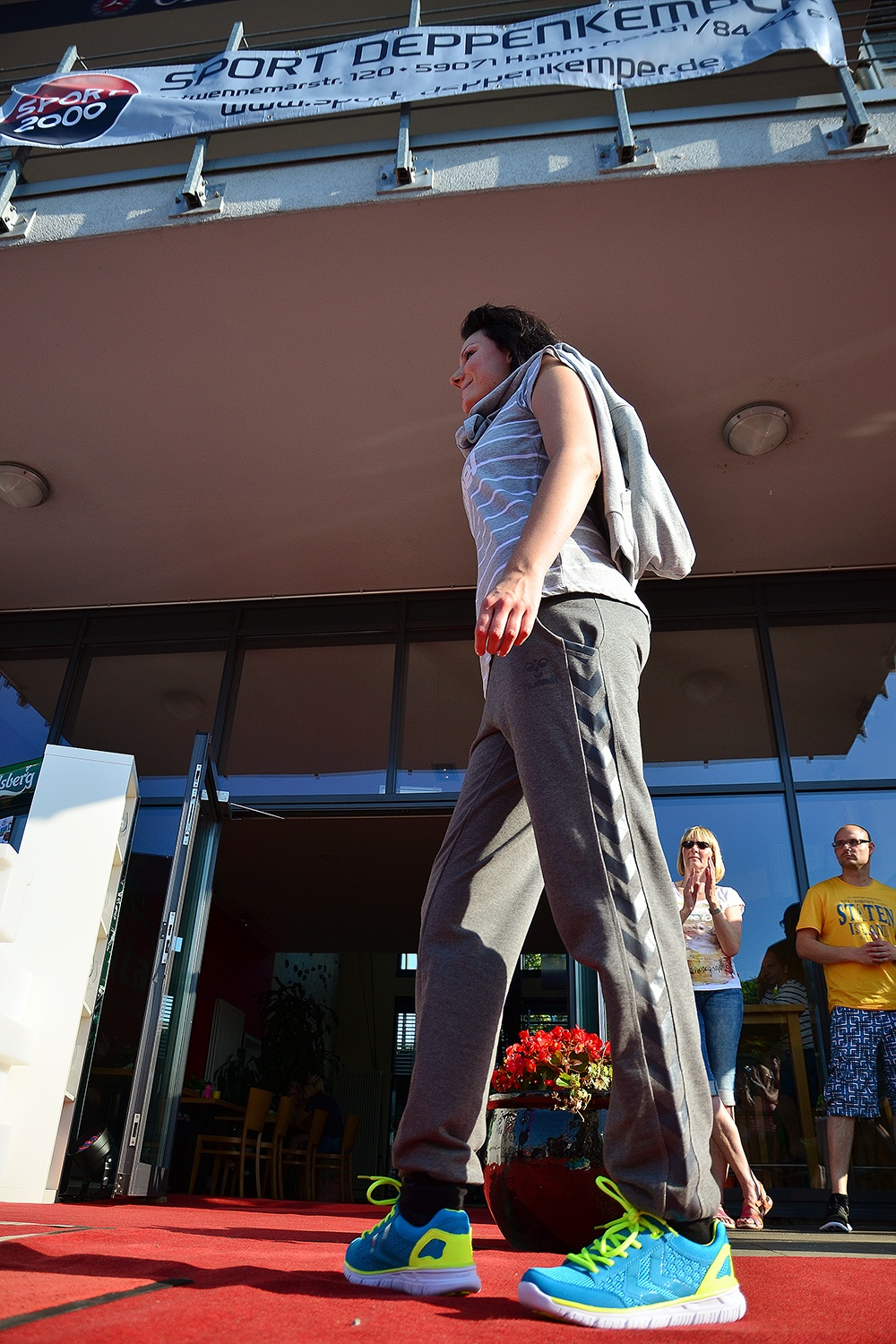
スポーツ慣行の影響

## 主要サイト

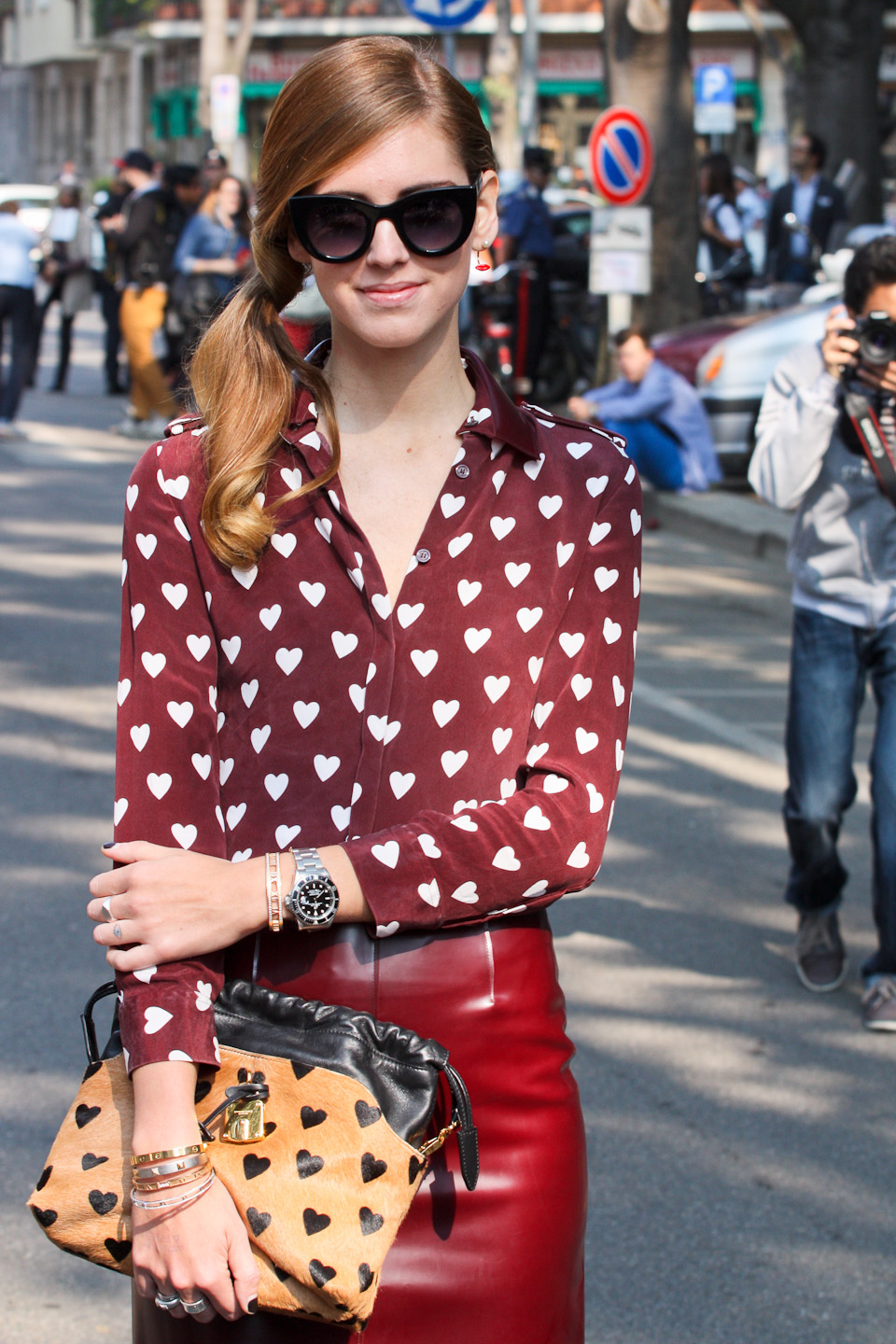
ミラノのストリートスタイル

### ロンドン

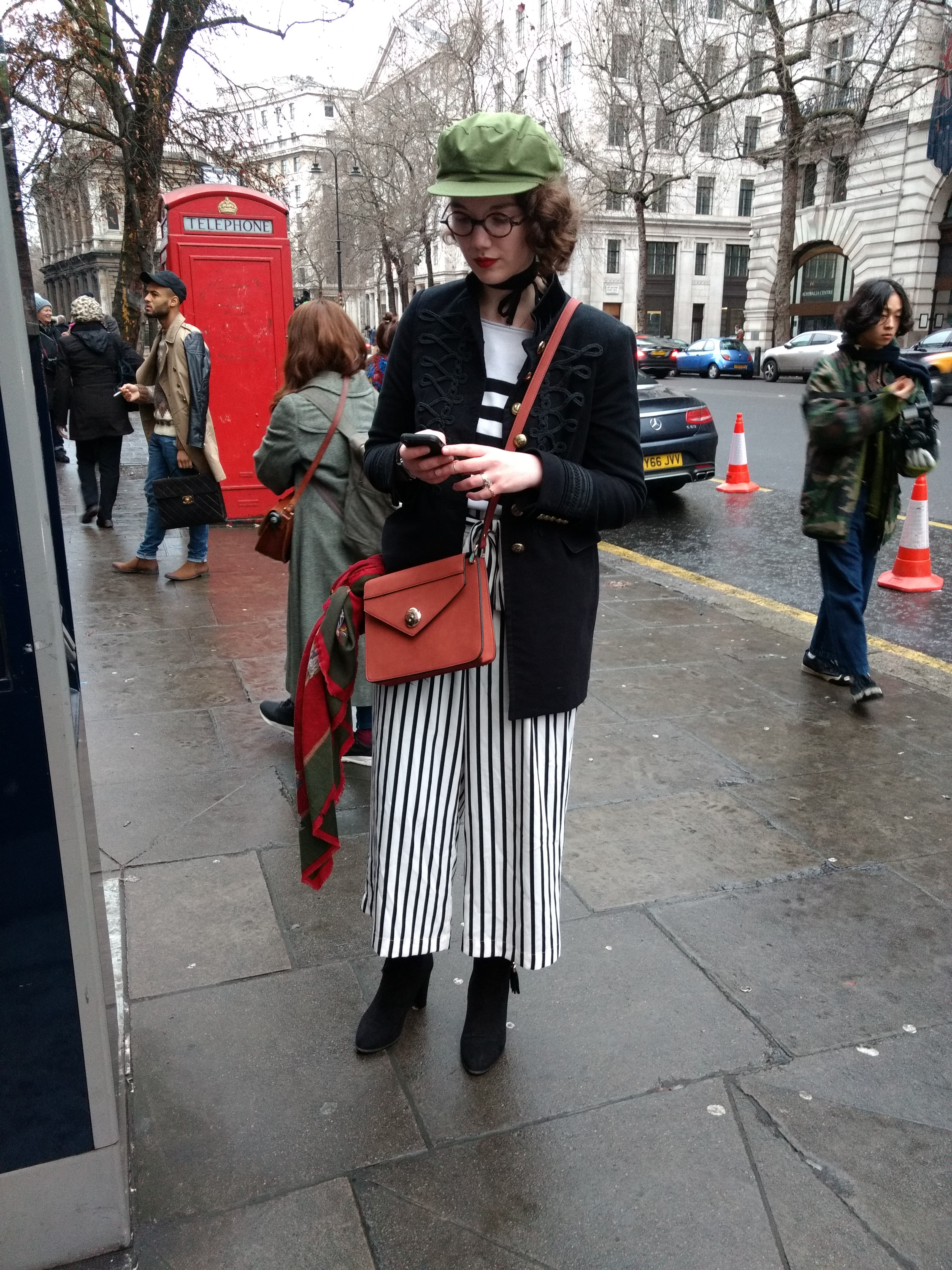
ロンドンのストリートスタイル

### インド

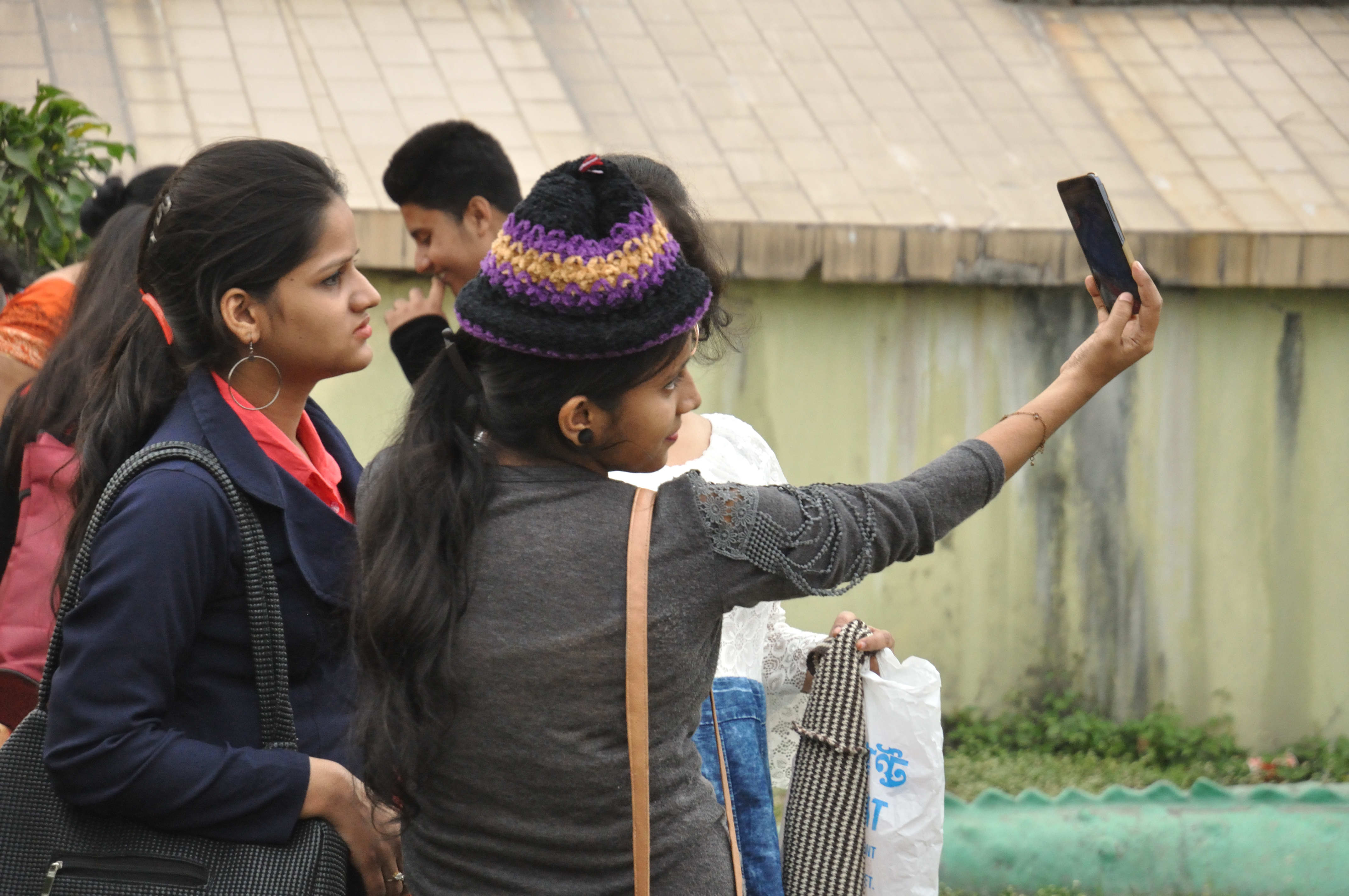
おしゃれなヘッドギアでポーズをとる若者たち、 Science City Kolkata 、2018年。

### ファッションブロガー

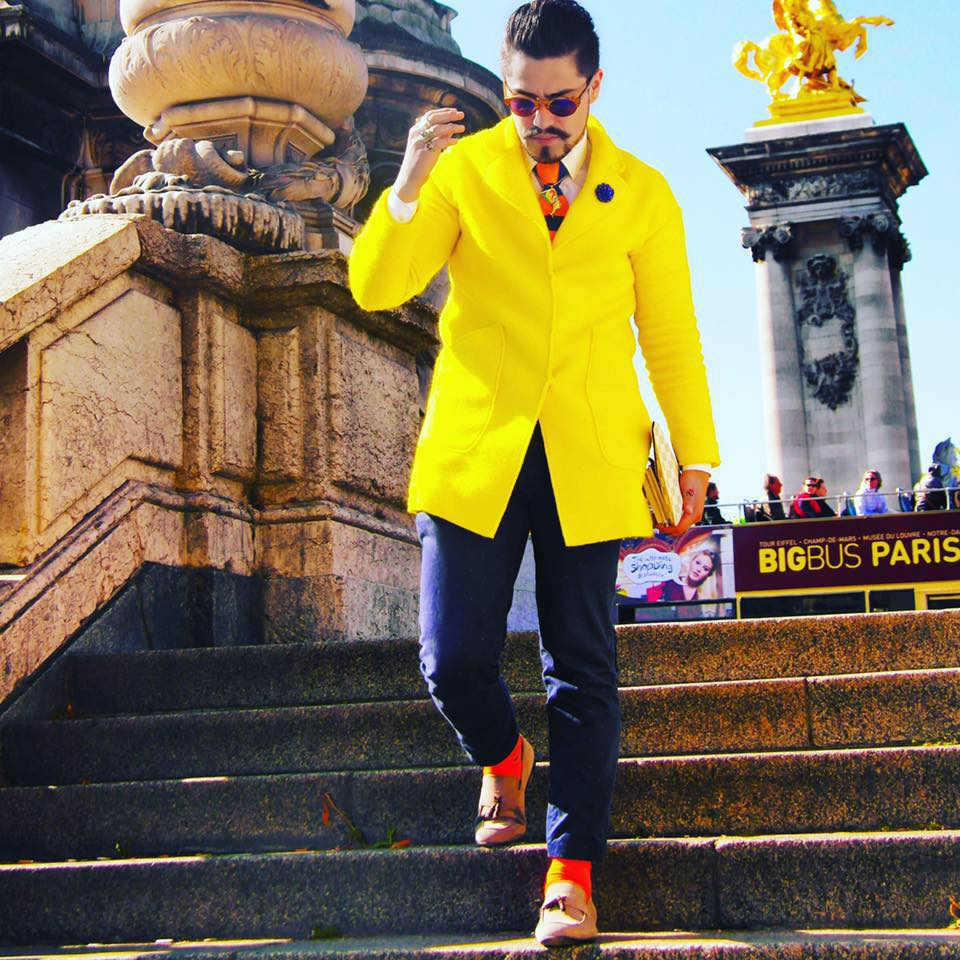
パリファッションウィークに参加するブロガーのアランカリニョ

## 関連文献
- アクロス編集室編『ストリートファッション - 若者スタイルの50年史』PARCO出版、1995年
- 高村是州『ザ・ストリートスタイル』グラフィック社、1997年
- 渡辺明日香『ストリートファッション論 - 日本のファッションの可能性を考える』産業能率大学出版部、2011年